# Transantarctisch Gebergte
Het Transantarctisch Gebergte is een bergketen in Antarctica die het continent in tweeën deelt.
Het gebergte heeft een totale lengte van ongeveer 3500 kilometer, en is daarmee de op vier na langste bergketen ter wereld. De hoogste top is Mount Kirkpatrick met een hoogte van 4.528 meter. De benaming (Engels: Transantarctic Mountains) werd in 1962 gekozen op advies van het Amerikaanse Advisory Committee on Antarctic Names (US-ACAN) en is internationaal geaccepteerd als de benaming voor dit gebergte.
Het gebergte strekt zich uit over de gehele breedte van Antarctica, van de Rosszee naar de Weddellzee. De bergketen omvat ook een aantal kleinere bergketens ten westen van de Rosszee en ten westen en zuiden van het Ross-ijsplateau. Het kleinere gebied aan de Stille Oceaan-kant wordt West-Antarctica genoemd, en het grotere gebied aan de Indische Oceaan-kant wordt Oost-Antarctica genoemd. Dit gebruik wordt door sommigen gezien als eurocentrisme, en de termen Klein- en Groot-Antarctica worden daarom soms ook gebruikt.
Het Transantarctisch Gebergte is ongeveer 65 miljoen jaar oud, veel ouder dan andere bergketens op Antarctica, die voornamelijk vulkanisch van oorsprong zijn. De bergen bestaan voornamelijk uit zandsteen en doleriet, dat zich ongeveer 400 miljoen jaar geleden gevormd heeft.